# Andrei Sergejewitsch Subarew
Andrei Sergejewitsch Subarew (russisch Андрей Сергеевич Зубарев; englische Transkription: Andrei Sergeyevich Zubarev; * 3. März 1987 in Ufa, Russische SFSR) ist ein russischer Eishockeyspieler, der seit Mai 2020 beim HK Spartak Moskau aus der Kontinentalen Hockey-Liga (KHL) unter Vertrag steht und dort auf der Position des Verteidigers spielt.

## Karriere
Andrei Subarew begann seine Karriere als Eishockeyspieler in seiner Heimatstadt im Nachwuchsbereich von Salawat Julajew Ufa, für dessen Profimannschaft er in der Saison 2003/04 sein Debüt in der russischen Superliga gab. Im NHL Entry Draft 2005 wurde der Verteidiger in der sechsten Runde als insgesamt 187. Spieler von den Atlanta Thrashers ausgewählt. Stattdessen blieb er in der Superliga und wechselte zu Ak Bars Kasan. Mit Kasan gewann er 2006 die russische Meisterschaft, sowie 2008 den IIHF Continental Cup. In der Saison 2006/07 zog der Linksschütze mit den Ak Bars ebenfalls ins Meisterschaftsfinale ein, scheiterte mit seiner Mannschaft allerdings am HK Metallurg Magnitogorsk. 
Zur Saison 2008/09 unterschrieb Subarew bei Atlant Moskowskaja Oblast aus der neu gegründeten Kontinentalen Hockey-Liga. Im August 2010 unterzeichnete Subarew einen auf zwei Jahre befristeten Vertrag bei den Atlanta Thrashers. Diese setzten den Russen vorwiegend im AHL-Kader der Chicago Wolves ein, bei denen er als Stammspieler gesetzt war. Nachdem er in seiner einzigen Saison in Atlanta lediglich vier Begegnungen für die Thrashers absolviert hatte, entschied sich Subarew zur Rückkehr nach Russland und nahm im Juni 2011 ein Angebot seines Ex-Vereins Atlant Mytischtschi an.
Im Mai 2012 unterschrieb er einen Vertrag über zwei Jahre Laufzeit bei seinem Heimatverein Salawat Julajew Ufa, bei dem er bis zum Ende der Saison 2014/15 spielte. Anschließend wurde er im Mai 2015 vom SKA Sankt Petersburg verpflichtet. Dort feierte er im Jahr 2017 den Gewinn des Gagarin-Pokals. Im Sommer 2020 wechselte er nach fünf Jahren zum HK Spartak Moskau.

### International
Für Russland nahm Subarew an der U18-Junioren-Weltmeisterschaft 2005 sowie den U20-Junioren-Weltmeisterschaften 2006 und 2007 teil. Bei der Eishockey-Weltmeisterschaft der Herren 2014 gewann er mit der Sbornaja die Goldmedaille, bevor er bei den Winterspielen 2018 unter neutraler Flagge Olympiasieger wurde.

## Erfolge und Auszeichnungen
- 2006 Russischer Meister mit Ak Bars Kasan
- 2007 Russischer Vizemeister mit den Ak Bars Kasan
- 2008 IIHF-Continental-Cup-Gewinn mit Ak Bars Kasan
- 2017 Gagarin-Pokal-Gewinn und Russischer Meister mit dem SKA Sankt Petersburg

### International
- 2006 Silbermedaille bei der U20-Junioren-Weltmeisterschaft
- 2007 Silbermedaille bei der U20-Junioren-Weltmeisterschaft
- 2014 Goldmedaille bei der Weltmeisterschaft
- 2018 Goldmedaille bei den Olympischen Winterspielen

## KHL-Statistik
(Stand: Ende der Saison 2019/20)